# Gouvernement central provisoire du Vietnam
 (septembre 2013).
1948–1949
Entités précédentes :
- Tonkin
- Annam
- Cochinchine

Entités suivantes :
- État du Viêt Nam

Le gouvernement central provisoire du Vietnam était le gouvernement formé en 1948 en Indochine française pour incarner politiquement le Vietnam réunifié, durant le processus qui a conduit l'année suivante à la proclamation de l'État du Vietnam dirigé par Bảo Đại. Le Gouvernement central provisoire n'avait qu'une fonction transitoire, en attendant que la question du statut de la Cochinchine soit réglée ; cette entité a néanmoins été la première à réunir l'ensemble du territoire vietnamien depuis l'annexion de la Cochinchine en 1862, si l'on excepte l'éphémère gouvernement pro-japonais de 1945.

## Historique
En 1947-1948, dans le contexte de la guerre d'Indochine, la France cherche une solution politique pour régler la question du statut du Viêt Nam, divisé en trois parties depuis le XIXe siècle. Face à la guérilla nationaliste menée par le Việt Minh, les Français visent à satisfaire les revendications vietnamiennes tout en favorisant la naissance d'un gouvernement ami. Une solution politique semble émerger en la personne de l'ancien empereur  Bảo Đại, qui réside à Hong Kong et semble ambitionner de jouer les médiateurs. Des contacts sont pris avec l'ancien monarque ; ce dernier ne souhaite cependant pas revenir lui-même au Viêt Nam, ni prendre la tête d'un quelconque gouvernement tant que la question de la Cochinchine - dont le statut est différent de celui de l'Annam et du Tonkin - n'aura pas été réglée, garantissant ainsi l'unité des trois parties du Viêt Nam, et tant que toutes les garanties sur l'autonomie interne du pays ne lui auront pas été données.
Le général Nguyễn Văn Xuân, un militaire francophile et ayant lui-même la nationalité française, lié en outre à la SFIO, quitte alors ses fonctions de chef du Gouvernement provisoire du Sud Viêt Nam (nom alors donné au gouvernement de la Cochinchine) et forme, le 27 mai 1948, le Gouvernement central provisoire du Viêt Nam, qui réunit les anciens protectorats de l'Annam et du Tonkin. Le 5 juin 1948, à bord d'un croiseur en baie de Hạ Long, Xuân et le haut-commissaire français Émile Bollaert signent un accord, en présence de Bảo Đại qui le paraphe : la France reconnaît par ce texte l'indépendance du Viêt Nam, dans le cadre de l'Union française, ainsi que le principe de l'unité des trois ky (pays) vietnamiens, bien que l'intégration de la Cochinchine demeure à concrétiser.
Inquiet de voir émerger un pouvoir vietnamien rival, qui obtient en outre l'unité nationale qui lui a toujours été refusée, le Việt Minh dénonce le gouvernement de Xuân de « fantoche » ; alors que la question de la Cochinchine tarde à être réglée du fait de la réticence d'une partie des milieux politiques de la colonie et que Bảo Đại lui-même n'a toujours pas remis le pied au Viêt Nam, le gouvernement central provisoire ne dispose que de très faibles moyens et fait figure de « gouvernement fantôme », ce qui donne du poids à la propagande du Việt Minh. Progressivement, le gouvernement reçoit davantage de moyens de la part des Français et peut créer des administrations locales. Le 1er janvier 1949, l'Armée nationale vietnamienne est officiellement formée, sous supervision française : les forces armées gouvernementales comptent alors 25000 soldats, dont 10000 irréguliers.
Le 23 avril 1949, l'assemblée territoriale de Cochinchine vote le rattachement de la colonie au Viêt Nam, ce que le Parlement français ratifie le 20 mai. Le 4 juin, la réunification des territoires est effective, et l'État du Viêt Nam, dont Bảo Đại prend cette fois personnellement la tête, est proclamé le 2 juillet ; durant les mois suivants, une série de conventions lui transfèrent les pouvoirs qui manquaient jusque-là au gouvernement central vietnamien.